# Pneus Online
Pneus Online é uma loja internacional de venda de pneus online. A empresa foi a primeira a vender pneus online na França. Hoje, é uma das maiores varejistas online de pneus da Europa.
A empresa foi criada por Alexis Nerguisian em abril de 2001, e sua sede fica em Carouge, Suíça.

## História
Alexis Nerguisian era um consultor na área de tecnologia da informação, especialista em finanças e piloto amador de carros esportivos antes de fundar a empresa, em abril de 2001.
Em 2006, a empresa lançou, no Salão do Automóvel de Paris, uma garantia contra furos válida na Europa. Em uma entrevista para a revista francesa Autobiz, Nerguisian afirmou que “queria oferecer um serviço inovador e que ninguém mais fornecia”. Em 2007, a empresa lançou o Pneus Online/Ads, um site de classificados para carros e motos. Até 2012, já estava funcionando em 47 países e traduzido para 25 idiomas. O site possui atualmente dezenas de milhares de anúncios.
Em 2010, a empresa entrou no mercado norte-americano.
Atualmente, a empresa opera sob 21 nomes diferentes, em dois continentes. Alguns dos nomes comerciais nos países de língua inglesa são: Tires USA, Tires Canada, Pneus Canada, Tyres United Kingdom e Tyres Ireland. A empresa tem parceria com mais de 15.000 centros de montagem de pneus na Europa. Entre seus clientes estão distribuidores Harley-Davidson, e concessionárias Porsche e BMW.

## Produtos
A Pneus Online é uma loja online de pneus para carros e motos que oferece preços de 20% a 30% mais baixos que a média. Ela tem acesso a um estoque de mais de sete milhões de pneus, incluindo as marcas Michelin, Bridgestone, Firestone e Goodyear. Os clientes ganham descontos nos mais de 15.000 centros de montagem de pneus, parceiros da Pneus Online, espalhados pela Europa. Todas as vendas de pneus incluem uma garantia de fábrica e frete grátis para qualquer endereço ou concessionária parceira, e além disso os clientes ganham descontos em mais de 15.000 centros de montagem de pneus espalhados pela Europa.
A Pneus Online também possui um site de classificados de carros e motos, no qual os usuários podem anunciar suas motos e carros usados gratuitamente. A Pneus Online/Ads opera em 47 países e em 25 idiomas. O site possui atualmente dezenas de milhares de anúncios. Os dois sites incluem uma variedade de informações técnicas, artigos e sugestões de compra para proprietários de carros e motos.

## Prêmios e reconhecimento
A Pneus Online já foi destaque em vários programas de TV, entre eles Télé Lyon Métropole e France 2 Télématin. Também apareceu em vários programas de rádio, incluindo RTL, Lyon 1ere, RMC’s “Votre Auto” e Radio Scoop.
O Caradisiac apontou o site como a melhor opção em lojas de pneus online, afirmando que "desde o tamanho ao balanceamento, o site explica simplesmente tudo o que você precisa saber sobre pneus.” O site recebeu 7 de um total de 10 estelas na avaliação do site especializado holandês Prijsvergelijk, que observou: “A Pneus Online não é apenas uma loja, mas também uma enciclopédia de pneus.”
A Pneus Online ganhou o prêmio automotivo Belgian BeCommerce em 2011 e 2012.